# 2008 LP17
2008 LP17, também escrito como 2008 LP17, é um corpo menor que está localizado no disco disperso, uma região do Sistema Solar. Ele possui uma magnitude absoluta de 6,4 e tem um diâmetro estimado de cerca de 211 km. O astrônomo Mike Brown lista este objeto em sua página na internet como um candidato a possível planeta anão.

## Descoberta
2008 LP17 foi descoberto no dia 6 de junho de 2008.

## Órbita
A órbita de 2008 LP17 tem uma excentricidade de 0,669 e possui um semieixo maior de 59,639 UA. O seu periélio leva o mesmo a uma distância de 29,844 UA em relação ao Sol e seu afélio a 150 UA.